# سايين
سايين هي قرية في مقاطعة نير، إيران. يقدر عدد سكانها بـ 193 نسمة بحسب إحصاء 2016.